# 阿里雷扎·萨利希·内贾德
阿里雷扎·萨利希内贾德（Alireza Salehi Nejad）是一名伊朗-土耳其籍的社会科学家及多学科研究者，目前隶属于德黑兰大学世界研究学院。他也是总部位于马来西亚吉隆坡的商业资讯公司泰坦公司（Titan Inc.）的创始人及前任首席执行官。
阿里雷扎目前担任多个机构的董事，包括医疗保健沟通国际组织，美国语言学会伦理委员会，网络空间研究政策中心，教科文组织网络空间与文化教席以及濒危语言基金会咨询委员会调查工作组 欧洲学术诚信网络。